# Cmentarz wojenny Podobwodu Skarżysko-Kamienna AK

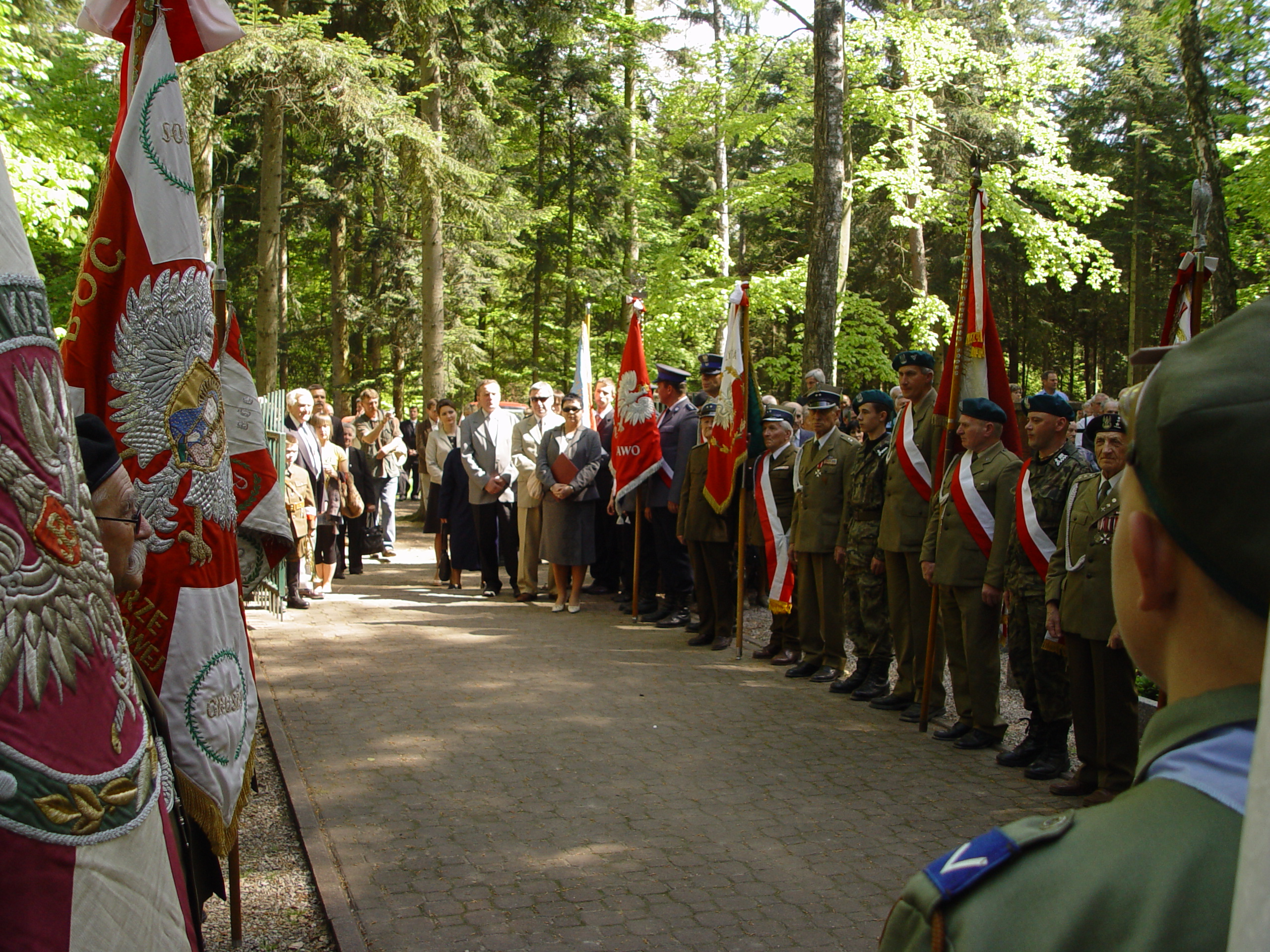
Polowa Msza Święta na cmentarzu wojennym, 11 maja 2008 r.

Cmentarz wojenny Podobwodu Skarżysko-Kamienna AK (krypt. "Morwa") – wojenny cmentarz partyzancki żołnierzy Podobwodu Skarżysko-Kamienna AK (krypt. „Morwa”), założony w sierpniu 1943 roku w lesie nieopodal Skarżyska-Kamiennej, na stoku Góry Skarbowej. Jego poświęcenia w maju 1944 dokonał kapelan AK ks. Antoni Pałęga ps. „Ager”.
Na cmentarzu znajduje się kilkadziesiąt mogił partyzantów z oddziałów Jana Piwnika „Ponurego” i Antoniego Hedy „Szarego”.
Corocznie w maju odbywają się tu polowe msze święte, w których uczestniczą poczty sztandarowe i żołnierze oddziałów AK walczących na tym terenie, przedstawiciele władz, młodzież szkolna i okoliczna ludność. Niemal zawsze uczestniczył w nich zmarły 14 lutego 2008 roku dowódca AK gen. Antoni Heda „Szary”.
Do położonego pośród starego drzewostanu na stoku Góry Skarbowej cmentarza wojennego prowadzi kilka szlaków turystycznych: czerwony im. H. Dobrzańskiego „Hubala” z Szydłowca, żółty ze Skarżyska-Kamiennej oraz niebieski z Pogorzałego do Kuźniak.